# Staydom
Staydom (estilizado em letras maiúsculas) é o segundo single álbum do girl group sul-coreano STAYC, lançado quase cinco meses após a estreia do grupo. Foi lançado em 8 de abril de 2021 pela High Up Entertainment e distribuído pela Kakao Entertainment.

## Antecedentes e lançamento
Em 24 de março de 2021, a High Up Entertainment anunciou que STAYC faria seu primeiro retorno em 8 de abril com seu segundo single álbum.
O grupo retornará com um conceito destacando a música atualizada e os encantos vibrantes dos membros— High Up Entertainment anunciando o novo álbum do grupo
Duas prévias do álbum foram postadas nas contas de mídia social do grupo nos dias 23 e 24 de março. A primeira prévia abre com a frase "Espero que alguém apareça o mais rápido possível", com uma foto das integrantes apertando os lábios. Simultaneamente, uma mensagem de voz misteriosa saiu em coreano e inglês. A segunda prévia exibia as mensagens de voz específicas em textos, revelando a data de lançamento e o nome do álbum na última cena. A lista de faixas do álbum foi revelada em 26 de março e "ASAP" foi anunciada como a faixa-título. O álbum contém três novas canções originais e um remix de seu single de estreia "So Bad".
Fotos conceituais do álbum foram divulgadas nos dias seguintes. A prévia final para o videoclipe de "ASAP" foi lançada em 7 de abril. Na prévia do videoclipe, as seis integrantes tocam em cores vibrantes de cabelo diferentes e dançam em um set de filme pastel. "Eu acho que sou muito legal", diz a integrante Yoon para a câmera antes que a batida comece.

## Composição
A produção do álbum é mais suave e despojada em comparação com o single de estreia. O single "ASAP" foi considerado consideravelmente "discreto" em comparação com seu antecessor. O gancho instrumental da música é descontraído, com sua melodia de toque inspirada em 8 bits. A música está presa entre uma produção bubblegum pop bonitinha e uma jam sensual de verão. "Love Fool" é descrita como uma canção delicada e cruisy onde as integrantes do grupo não são forçadas a cantar fora de sua zona de conforto, em vez disso, elas têm permissão para trazer sua personalidade distinta para a música. "So What" é uma canção pop animada com um pouco de auto-tune. A última faixa do álbum é um remix não conectado de seu single de estreia "So Bad" intitulado "So Bad (Tak Remix)". É uma música dark pop com influências de EDM e hip hop. Black Eyed Pilseung co-produziu "ASAP" e "So What" com Jeon Goon e produziu exclusivamente "Love Fool". Os créditos de produção de "So Bad (Tak Remix)" não foram revelados.

## Recepção crítica
| Críticas profissionais | Críticas profissionais |
| Avaliações da crítica  | Avaliações da crítica  |
| Fonte                  | Avaliação              |
| ---------------------- | ---------------------- |
| NME                    | [ 10 ]                 |

A crítica musical Sofiana Ramli da revista NME chamou o álbum de "sutil, o comeback de verão que atinge todas as notas certas". Ela apontou como o álbum mostra o alcance de todos as integrantes, mostrando que todas são igualmente boas em um estilo mais despojado como em musicas dance-pop.

## Desempenho comercial
O álbum estreou na nona posição na Gaon Album Chart, tornando-se a maior estreia do grupo na parada e seu segundo álbum consecutivo no top dez. O single "ASAP" atingiu o pico de número 9 na Gaon Digital Chart em 6 de junho de 2021.

## Lista de faixas
| Lista de faixas de Staydom |                                              |                                   |         |  |
| N.º                        | Título                                       | Produtor(es)                      | Duração |  |
| 1.                         | "ASAP"                                       | Black Eyed Pilseung Jeon Goon     | 3:13    |  |
| 2.                         | "So What"                                    | Black Eyed Pilseung Jeon Goon     | 2:58    |  |
| 3.                         | "Love Fool" (사랑은 원래 이렇게 아픈 건가요) | Black Eyed Pilseung               | 3:38    |  |
| 4.                         | "So Bad (Tak Remix)"                         | Black Eyed Pilseung Jeon Goon Tak | 3:05    |  |
| Duração total:             | Duração total:                               | Duração total:                    | 12:56   |  |

## Desempenho nas tabelas musicais
| Tabela musical (2021) | Melhor posição |
| --------------------- | -------------- |
| Coreia do Sul (Gaon)  | 9              |

| Tabela musical (2021) | Melhor posição |
| --------------------- | -------------- |
| Coreia do Sul (Gaon)  | 9              |

## Vendas e certificações
| Região        | Certificado | Unidades certificadas / vendas |
| ------------- | ----------- | ------------------------------ |
| Coreia do Sul | —           | 105.300                        |

## Histórico de lançamento
| Região | Data               | Formato                    | Gravadora             |
| ------ | ------------------ | -------------------------- | --------------------- |
| Várias | 8 de abril de 2021 | Download digital streaming | High Up Entertainment |